# Московский рабочий

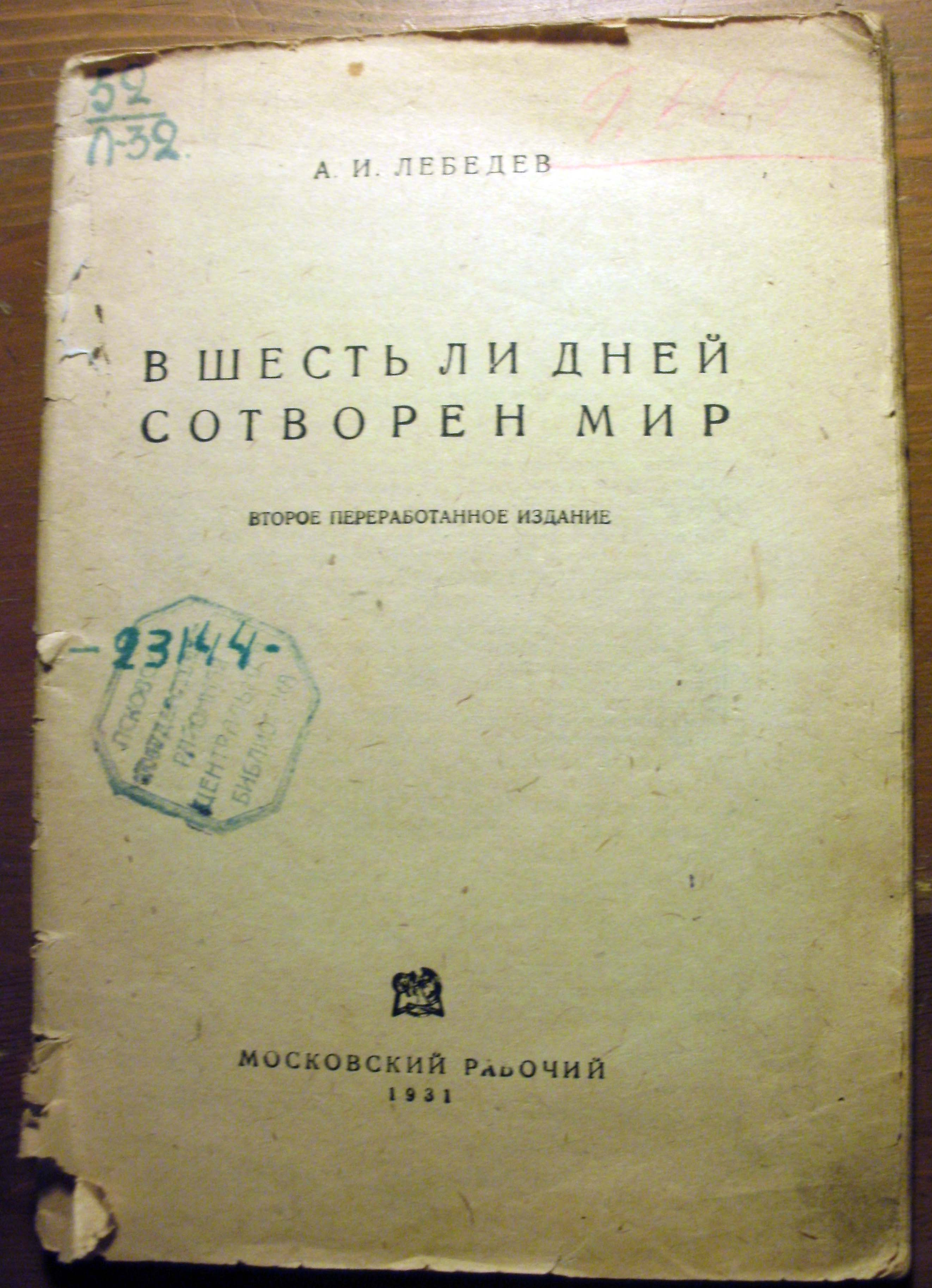
Титул книги, изданной в издательстве «Московский рабочий» в 1931 году

«Моско́вский рабо́чий» — бывшее книжное издательство МК и МГК КПСС, основанное в январе 1922 года в Москве.

## История создания
Основано в 1922 как партийно-кооперативное издательство. Членами кооператива могли быть беспартийные рабочие, красноармейцы, крестьяне; пайщиками издательства являлись и местные организации РКП(б) — обкомы и губкомы (пайщиком издательства состоял В. И. Ленин). Впоследствии на протяжении десятилетий — издательство МК и МГК КПСС (с 1931 года входило в ОГИЗ, в 1941—1945 существовало как книжная редакция газеты «Московский большевик»). С 1946 года издательство было возобновлено как самостоятельное.

## Об издательстве
Первоначально издательство расположилось в доме на Кузнецком мосту.
Среди первых изданий — «Манифест коммунистической партии» К. Маркса и Ф. Энгельса, книги В. И. Ленина, произведения советских и иностранных писателей. Выпускались две крупные серии: серия «Библиотека пролетария» включала лучшие произведения мировой марксистской литературы, «Историко-революционная библиотека» — книжки, посвящённые Морозовской, Обуховской, Ростовской, Петербургской стачкам, и книги, посвящённые крупнейшим революционным движениям мира — Парижской коммуне, восстанию лионских ткачей и тому подобным. Массовым тиражом для города и села издавалась «Библиотечка ленинца». Выпускались серийные издания: «Библиотечка секретаря парторганизации», «Беседы о религии», «Школьная библиотека», «Вопросы и ответы» и др. С 1927 года издательство два раза в месяц выпускало «Роман-газету».
В 1973 году издано 251 название книг и брошюр, общий тираж 11 млн экз., объём свыше 120 млн печатных листов-оттисков. «Московский рабочий» выпускало также журналы «Городское хозяйство Москвы» и «Строительство и архитектура Москвы». Издательство имело свои отделения в Калинине, Рязани и Смоленске. Издательство награждено орденом Трудового Красного Знамени (1972).
До 1991 года ведущей книжной продукцией была массовая политическая литература, в том числе москвоведческого характера. Тогда же издательство выпускало журналы «Городское хозяйство Москвы», «Архитектура и строительство Москвы». Особо примечательной была работа редакции историко-краеведческой литературы и изобразительной продукции (зав. редакцией Ю.Александров, Т.Митрофанова, А.Марчик (в разные годы), пик расцвета которой пришёлся на 1970—1980-е годы, когда выпускались москвоведческие серии «Биография московского дома» (с 1981, выпущена 41 книга), «Биография московского памятника» (1983—1990, 12 книг), «Памятники Подмосковья», «Места заповедные», «Творцы науки и техники» и др., а также многочисленные фотоальбомы, путеводители по историко-архитектурным и литературным достопримечательностям Москвы и Подмосковья («Москва. Диалог путеводителей» Ю. Н. Александрова, «Пушкинские места Москвы и Подмосковья» Н. М. Волович, «Лучи от Кремля» Ю. А. Федосюка, «Москва строится» М. И. Астафьевой-Длугач и Ю. П. Волчка, «Металлическое кружево Москвы» А. А. Колмовского, «Города Подмосковья», о музеях и выставках Москвы и Подмосковья и другие). Заслужила признание читателей справочная литература, например, справочник «Досуг в Москве» А. В. Анисимова, А. В. Лебедева, Т. Н. Павловой, О. В. Чумаковой (выдержал 3 издания).
В период перестройки в историко-биографической серии «История Москвы: портреты и судьбы» вышли исследования И. Е. Горелова «Николай Бухарин» (М., 1988), В. Б. Кобрина «Иван Грозный» (М., 1989) А. Д. Зайцева «Пётр Иванович Бартенев» (М., 1989), В. Н. Балязина «Михаил Кутузов» (М., 1991) и др.
В 1989–1995 годах в серии «Клуб любителей истории отечества» («КЛИО») переизданы были произведения историко-краеведческой тематики: «Старая Москва. Рассказы из былой жизни» М. И. Пыляева, «Жизнеописания достопамятных людей земли русской X—XX вв.» (сост. Г. М. Прохоров), «Древняя Москва» М. Н. Тихомирова, «Обозрение Москвы» А. Ф. Малиновского, «Исторические рассказы и очерки» С. Н. Шубинского, «Народная Русь» А. А. Коринфского. 
В 1994 году впервые опубликована книга археолога И. Я. Стеллецкого «Мёртвые книги в московском тайнике», посвящённая поискам легендарной библиотеки Ивана Грозного, в 1991 году выпущен сборник «Краеведы Москвы» (выпуск 1). Выпускались произведения классиков отечественной литературы (в том числе в серии «Московский Парнас») и современных московских писателей, альманахи («Апрель», «Кольцо „А“»). 
Издательство стало в годы перестройки акционерным обществом, прекратило своё существование в 2001 году.